# 소다빵
소다빵(영어: Soda bread, 아일랜드어: arán sóide, 스코트어: fardel, 세르비아어: česnica/чecницa)은 효모 대신 탄산 수소 나트륨(베이킹 소다)이 발효 용도로 쓰이는 퀵 브레드의 종류이다. 전통 소다빵에는 밀가루, 탄산 수소 나트륨, 소금, 우락유가 들어간다. 소다빵에 들어가는 우락유는 젖산을 함유하고 있으며 이 젖산은 탄산 수소 나트륨과 반응하여 이산화탄소로 이루어진 작은 거품을 만드는 역할을 한다. 버터, 달걀, 건포도, 견과류와 같은 다른 재료들도 추가될 수 있다.

## 시작
아메리카에 유럽인들이 정착한 지 얼마 되지 않아 유럽 정착민들과 일부 아메리카 토착민들은 퀵 브레드의 팽창제로 소다와 탄산칼륨을 사용하기 시작하였다. 소다 브레드의 시작은 미국에서 아멜리아 시몬스가 1796년에 출간된 그녀의 저서 《아메리칸 쿠커리(American Cookery)》에 따라 만든 소다 브레드로부터 시작된다. 이후 1824년에 메리 랜돌프가 쓴 《버지니아 주부(Virginia Housewife)》라는 책에는 소다빵의 레시피가 담겨 있다.
유럽에서는 탄산 수소 나트륨을 팽창제로 사용할 수 있게 된 19세기 중반부터 소다빵이 만들어지기 시작하였다. 이때부터 소다나 탄산 수소 나트륨이 들어간 빵이나 케이크는 오스트리아, 폴란드, 브리튼 제도 등의 많은 곳에서 유명해지게 되었다. 세르비아 요리의 소다빵은 역시 소다를 쓰며 주로 크리스마스에 만들어지는 쳇니사 또한 소다빵의 한 종류이다.

### 아일랜드
아일랜드에서는 밀가루가 주로 부드러운 밀로부터 만들어진다. 그래서 소다빵의 반죽 역시 부드러운 밀로 만든 케이크나 페이스트리 전용 밀가루로 만들어진다. 이 밀가루는 일반적인 빵 전용 밀가루보다 글루텐 함량이 적다. 몇몇의 레시피에서는 우락유가 요거트나 흑맥주로 대체된다. 보통 아일랜드의 소다빵 반죽은 다른 빵의 반죽과 달리 펴지 않는다.
많은 종류의 소다빵이 아일랜드 내에서 유명하다. 아일랜드의 소다빵은 보통 통밀 또는 밀가루만으로 만들어지며 둘 다 들어가는 경우도 적지 않다. 얼스터 지방에서는 통밀이 들어간 소다빵이 "위튼 브레드"(wheaten bread)로 불리며 "소다 브레드"(soda bread)라는 명칭은 흰 밀가루로 만든 소다빵에만 붙여진다. 아일랜드 남부에서는 통밀로 만든 소다빵이 "브라운 브레드"(brown bread)로 불리며 얼스터 지방의 위튼 브레드와 거의 똑같다. 퍼매너 주의 상당한 부분에서는 밀가루로 만든 소다빵을 "펫지"(fadge)라고 부른다.
소다빵의 종류인 "소다 팔"(soda farls)은 더 둥글며 빵을 쉽게 구부리고 자를 수 있도록 칼집이 나 있다. 소다 팔은 "그리들 케이크"(griddle cakes) 또는 "그리들 브레드"(griddle bread)라고도 불린다. 일반적인 팔은 소다 팔보다도 더 평평하다. 이 빵의 별명처럼 이 빵은 번철(Griddle, 그리들)에 구워진다.

### 스코틀랜드
스코틀랜드에서는 배넉과 팔 등 많은 종류의 빵이 존재한다. 스코틀랜드의 소다빵은 베이킹 소다 이외에도 베이킹파우더를 팽창제로 쓰는 레시피도 있다. 베이킹 파우더는 소다빵을 더 가볍고 공기가 잘 통하게 해 준다.
스코틀랜드 소다빵의 한 종류인 배넉은 보리나 귀리로 만들어지는 평평한 케이크이다. 둥글거나 타원형의 모양을 가지고 있으며 역시 번철에 구워진다. 초기의 배넉은 팽창제가 함유되지 않았지만 19세기 초반에 들어서자 베이킹 소다와 우락유의 혼합물인 베이킹파우더가 들어가기 시작하며 소다빵의 형태를 갖추어 갔다. 19세기 이전의 스코틀랜드 소다빵은 보통 배넉 전용의 돌로 만든 오븐에 구워졌다.

### 세르비아
세르비아에서 소다빵은 다양한 절차와 규칙에 따라 준비된다. 반죽을 펼 때 동전 하나를 반죽에 박는 관습이 존재하며 다른 작은 물체를 박기도 한다. 크리스마스의 저녁에는 세르비아 소다빵의 한 종류인 체스니차가 준비된다. 이때에는 체스니차를 쪼개기 전에 반시계 방향으로 체스니차를 세 번 돌리는 관습이 있다. 자신에게 가장 가까운 쪽으로 체스니차를 쪼갠 후에는 체스니차를 먹는다. 세르비아 전설에 따르면 이 때 동전을 발견한 사람은 그 해에 유난히 행운을 받게 될 것이다.

### 오스트레일리아
댐퍼는 미국인들과 아메리카 원주민들에게 유명한 "팬 브레드"(pan breads)와 매우 유사한 종류의 오스트레일리아 빵이다. 댐퍼는 1827년에 첫번째로 기록되었으며 한 농부가 처음으로 만든 것으로 알려져 있다. 댐퍼는 다른 빵에 비해서 만들기 쉽다.

## 같이 보기
- 퀵 브레드
- 팔 (빵)
- 체스니차